# Луис Регейро
Луис Регейро (на испански: Luis Regueiro) е испански футболист, нападател.

## Кариера
Започва кариерата си през 1924 г., играейки за Реал Унион в страната на баските. След това преминава в Реал Мадрид, където играе от 1931 до 1936 г., отбелязвайки 53 гола в 92 мача.
След началото на испанската гражданска война през 1936 г., Ла лига е спряна. На нейно място, Регейро е избран за капитан на баския национален отбор по футбол за турнето му в Европа. По-късно, през сезон 1938/39, той играе за Еускади в Мексико, преди да се премести в друг мексикански клуб, Астуриас, и по-късно приключва кариерата си в Клуб Америка, където е играещ-треньор.

### Национален отбор
Той играе 25 мача за испанския национален отбор, включително има участие на Световното първенство в Италия през 1934 г. и олимпийските игри през 1928 г.